# 국도 제4호선

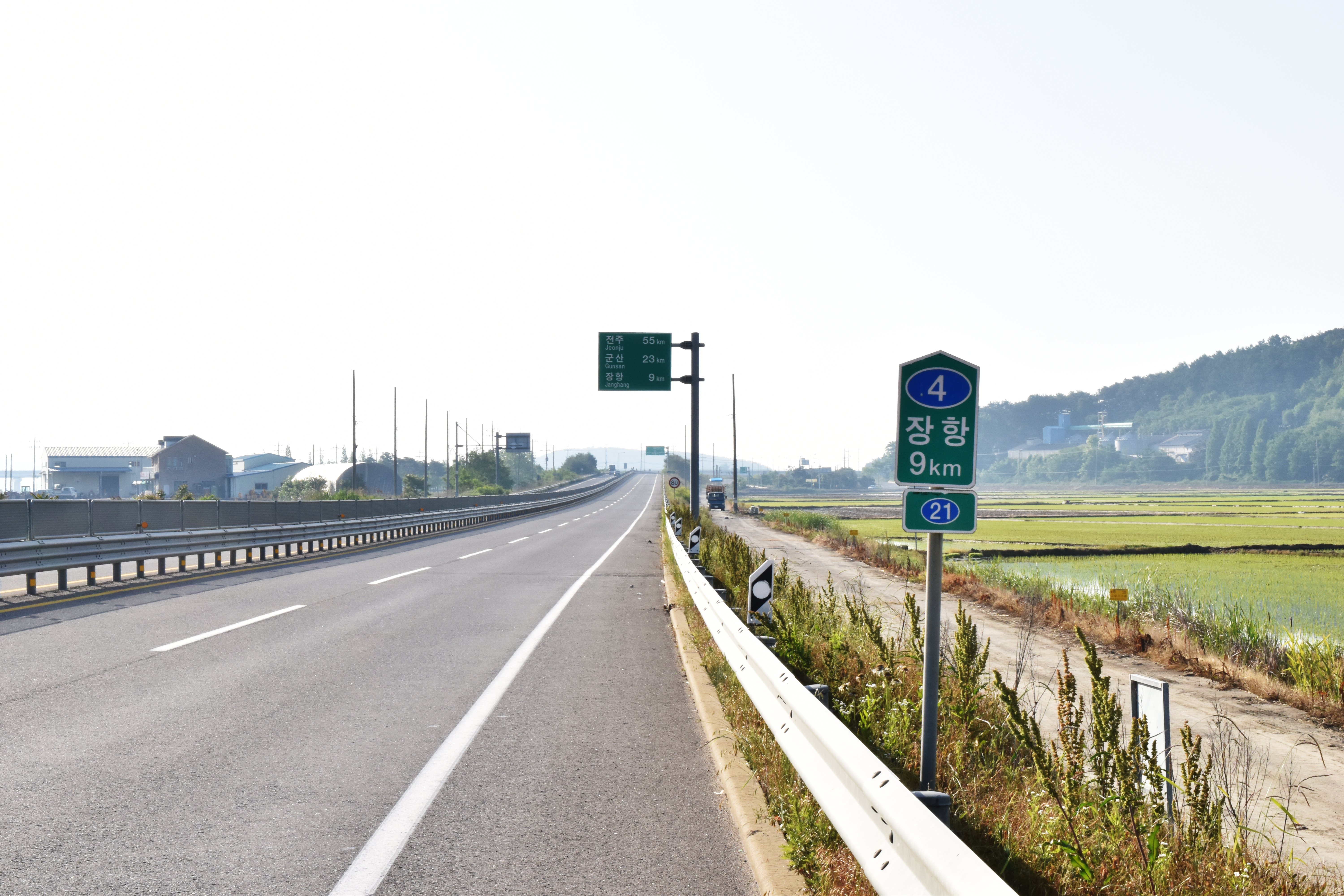
장항 인근을 지나는 국도 제4호선

국도 제4호선은 전북특별자치도 부안군 하서면 백련리 수조 교차로부터 경상북도 경주시 감포읍 전촌삼거리까지를 잇는 대한민국의 일반 국도이다. 2018년 12월 동백대교가 건설되어 충청남도와 전북특별자치도 구간이 연결되었다. 대전 ~ 경주 구간은 경부고속도로와 평행하게 달린다.
본래 기점은 전라북도 군산시였으나 새만금 방조제 건설로 고군산군도 연계를 위해 2008년 1월 3일 군산시 옥도면 관리도리로 연장되었다가, 2021년 6월 22일 새만금 남북도로를 국도로 지정하면서 기점이 새만금 남북도로의 기점인 부안군 하서면 백련리로 변경되었다. 기존 고군산군도 구간은 국도 제12호선과 국도 제77호선에 승계되었다.

## 연혁
- 1971년 8월 31일: 일반국도노선지정령에 의해 국도 제4호선 군산 ~ 경주선이 됨.[1]
- 1973년 9월 8일: 선형 개량으로 인해 논산군 광석면 득윤리 ~ 성동면 갈산리 1.8 km 구간, 부여군 홍산면 남촌리 ~ 북촌리 650m 구간을 400m로, 부여군 규암면 규암리 ~ 부여읍 구교리 4 km 구간을 3km로, 서천군 마서면 송내리 160m 구간을 140m로 도로구역 변경[2]
- 1988년 3월 23일: 영동군 영동읍 계산리 1.57 km 구간 개통, 기존 1.5 km 구간 폐지[3]
- 1995년 2월 18일: 영동군 영동읍 부용리 ~ 주곡리 5 km 구간 개통, 기존 3.8 km 구간 폐지[4]
- 1996년 7월 1일: 종점을 '경상북도 월성군 감포읍'에서 '경상북도 경주시 감포읍'으로 변경함.[5]
- 1998년 1월 12일: 부여군 규암면 규암리 ~ 부여읍 동남리 2.7 km 구간 신설 개통, 기존 1.5 km 구간 폐지[6]
- 1998년 5월 8일: 칠곡군 약목면 관호리 ~ 왜관읍 삼청리 6 km 구간 확장 개통, 기존 4.68 km 구간 폐지[7]
- 1999년 4월 1일: 영동군 심천면 고당리 ~ 영동읍 부용리 9.72 km 구간 확장 개통, 기존 2.4 km 구간 폐지[8]
- 1999년 7월 23일: 부여군 홍산면 좌홍리 ~ 남촌리 1.32 km 구간 확장 개통, 기존 1.21 km 구간 폐지[9]
- 2000년 6월 26일: 구룡우회도로(부여군 구룡면 동방리 ~ 주정리) 2.8 km 구간 개통, 기존 1.75 km 구간 폐지[10]
- 2001년 9월 21일: 논산시 성동면 원북리 ~ 부적면 마구평리 8.3 km 구간 확장 개통, 기존 논산시 광적면 산동리 ~ 부적면 마구평리 4.3 km 구간 폐지[11]
- 2002년 1월 30일: 영천 ~ 북안간 도로(영천시 금호읍 석섬리 ~ 작산동) 7.4 km 구간 임시 확장 개통[12]
- 2002년 9월 30일: 왜관IC ~ 대구시계간 도로(경상북도 칠곡군 왜관읍 삼청리 ~ 대구광역시 북구 태전동) 18.94 km 구간 확장 개통[13]
- 2002년 10월 5일: 충청북도 영동군 황간면 마산리 1.21 km 구간 개통[14]
- 2002년 11월 1일: 기존 논산시 성동면 원북리 ~ 광석면 산동리 4.55 km 구간 폐지[15]
- 2004년 1월 1일: 관호 교차로의 관호대교(칠곡군 약목면 관호리 ~ 무림리) 3.0 km 구간 개통[16]
- 2004년 4월 15일: 영천 ~ 북안간 도로(영천시 금호읍 석심리 ~ 북안면 반정리) 11.3 km 구간 확장 개통[17]
- 2004년 12월 28일: 영천 ~ 북안간 도로 및 북안 ~ 경주간 도로(영천시 금호읍 석섬리 ~ 경주시 광명동) 30.5 km 전구간 확장 개통, 기존 36.3 km 구간 폐지[18]
- 2005년 12월 22일: 충청북도 영동군 황간면 광평리 ~ 추풍령면 추풍령리 6.4 km 구간 개통, 기존 5.48 km 구간 폐지[19], 추풍령 ~ 김천간 도로(김천시 봉산면 광천리 ~ 태화리) 7.32 km 구간 확장 개통[20], 기존 6.5 km 구간 폐지[21]
- 2007년 1월 3일: 충청남도 계룡시 금암동 연화 교차로 ~ 대전광역시 유성구 방동 2.2 km 구간 확장 개통, 기존 구간 폐지[22][23]
- 2007년 11월 30일: 남김천 나들목과 연계를 위해 남면 ~ 약목간 도로(김천시 남면 부상리 ~ 칠곡군 북삼읍 보손리) 3.5 km 구간 일부 개통[24]
- 2008년 1월 3일: 기점을 전라북도 군산시에서 전라북도 군산시 옥도면으로 연장[25]
- 2008년 12월 17일: 김천 ~ 약목간 도로(김천시 덕곡동 ~ 칠곡군 약목면 복성리) 19.22 km 전 구간 확장 개통[26]
- 2008년 12월 31일: 구룡 ~ 부여간 도로(부여군 구룡면 태양리 ~ 부여읍 동남리) 9.49 km 구간 확장 개통, 기존 부여군 구룡면 주정리 ~ 부여읍 동남리 6.7 km 구간 폐지[27]
- 2009년 1월 7일: 김천 ~ 약목간 도로 개통으로 기존 김천시 농소면 월곡리 ~ 칠곡군 북삼읍 승오리 14.1 km 구간 폐지[28]
- 2009년 7월 17일: 서천군 서천읍 군사리 ~ 삼산리 500m 구간 개량 개통, 기존 320m 구간 폐지[29]
- 2009년 12월 31일: 부여 ~ 논산간 도로(부여군 부여읍 군수리 ~ 논산시 성동면 원북리) 13.5 km 구간 확장 개통, 기존 16.2 km 구간 폐지[30]
- 2011년 12월 22일: 서천군 판교면 복대리 ~ 부여군 구룡면 동방리 11.88 km 구간 확장 개통[31]
- 2014년 1월 8일: 이백지구 위험도로(옥천군 군북면 이백리) 1.34 km 구간 개량 개통, 기존 800m 구간 폐지[32]
- 2014년 1월 29일: 서천군 서천읍 오석리 1.26 km 구간 확장 개통[33]
- 2014년 7월 31일: 서천군 판교면 마대리 ~ 복대리 1.2 km 구간 확장 개통, 기존 1.1 km 구간 폐지[34]
- 2014년 12월 30일: 경주 ~ 감포간 도로(경주시 보덕동 ~ 감포읍 전촌리) 24.9 km 구간 확장 개통[35], 기존 22.33 km 구간 폐지[36]
- 2014년 12월 31일: 서천 나들목 ~ 판교간 도로(충청남도 서천군 서천읍 오석리 ~ 판교면 마대리) 8.18 km 구간 확장 개통, 기존 7.75 km 구간 폐지[37]
- 2016년 7월 5일: 고군산대교를 포함한 고군산군도 연결도로 1~2공구(군산시 옥도면 신시도리 ~ 무녀도리) 4.39 km 구간 신설 개통[38]
- 2016년 10월 21일: 영동 ~ 추풍령간 도로 2공구(영동군 영동읍 가리 ~ 황간면 광평리) 9.54 km 구간 확장 개통[39]
- 2017년 3월 15일: 영동 ~ 추풍령간 도로 1공구(영동군 영동읍 부용리 ~ 가리) 8.9 km 구간 확장 개통, 기존 9.0 km 구간 폐지[40]
- 2017년 12월 28일: 고군산군도 연결도로 3공구(군산시 옥도면 무녀도리 ~ 장자도리) 4.38 km 구간 신설 개통[41]
- 2018년 10월 7일: 경주시 양북면 토함산로의 장항 교차로 인근 150m 구간 비탈면 붕괴로 인해 장항 교차로 ~ 안동 교차로 2.4 km 구간 전면 통제[42], 기존 국도 2.9 km 구간으로 우회 통행[43]
- 2018년 12월 27일: 동백대교(전라북도 군산시 해망동 ~ 충청남도 서천군 장항읍 성주리) 3.185 km 구간 신설 개통[44]
- 2021년 6월 22일: 기점을 전라북도 군산시 옥도면 관리도리에서 전라북도 부안군 하서면 백련리로 변경. 이에 따라 '군산 ~ 경주선'에서 '부안 ~ 경주선'으로 변경.[45]
- 2022년 12월 29일: 새만금 남북도로 1단계 12.7 km 구간 신설 개통[46]
- 2023년 7월 23일: 새만금 남북도로 2단계 14.4km 구간 신설 개통
- 2023년 12월 19일: 김천시 국도대체우회도로(옥률-대룡) 6.95 km 구간 신설 개통[47], 기존 국도 4호선 10.1 km 구간 폐지[48]

## 주요 경유지
전북특별자치도
- 부안군 (하서면 · 계화면) - 군산시 (오식도동 · 내초동 · 소룡동 · 해망동)

충청남도
- 서천군 (장항읍 · 마서면 · 서천읍 · 종천면 · 판교면) - 부여군 (옥산면 · 홍산면 · 남면 · 구룡면 · 규암면 · 부여읍 · 석성면) - 논산시 (성동면 · 광석면 · 부적면 · 연산면) - 계룡시 (엄사면 · 금암동 · 엄사면)

대전광역시
- 유성구 (송정동 · 방동 · 원내동) - 서구 (관저동 · 가수원동 · 정림동 · 도마동) - 중구 (태평동 · 유천동 · 오류동 · 문화동 · 대사동 · 대흥동 · 대사동 · 부사동 · 문창동) - 동구 (인동 · 신흥동 · 판암동 · 삼정동 · 세천동 · 신상동)

충청북도
- 옥천군 (군북면 · 옥천읍 · 동이면 · 이원면) - 영동군 (심천면 · 영동읍 · 황간면 · 추풍령면)

경상북도
- 김천시 (봉산면 · 대항면 · 다수동 · 백옥동 · 부곡동 · 평화동 · 남산동 · 황금동 · 모암동 · 용두동 · 감호동 · 지좌동 · 덕곡동 · 농소면 · 남면) - 칠곡군 (북삼읍 · 약목면 · 기산면 · 왜관읍 · 지천면)

대구광역시
- 북구 (태전동 · 매천동 · 팔달동) - 서구 비산동 - 북구 (노원동 · 침산동 · 산격동 · 복현동) - 동구 (신암동 · 효목동) - 수성구 반촌동 - 동구 (방촌동 · 용계동 · 율하동 · 신기동 · 서호동 · 동호동 · 각산동 · 신서동 · 괴전동 · 대림동 · 사복동 · 숙천동)

경상북도
- 경산시 (하양읍 · 와촌면) - 영천시 (금호읍 · 도동 · 작산동 · 봉동 · 북안면) - 경주시 (서면 · 건천읍 · 광명동 · 율동 · 효현동 · 서악동 · 사정동 · 황남동 · 황오동 · 인왕동 · 구황동 · 보문동 · 천군동 · 하동 · 마동 · 진현동 · 외동읍 · 문무대왕면 · 감포읍)

## 노선
- (■): 자동차 전용도로 구간

### 전북특별자치도
| 이름                          | 접속 노선                                | 소재지 | 소재지 | 비고                         |
| ----------------------------- | ---------------------------------------- | ------ | ------ | ---------------------------- |
| 새만금 교차로                 | 국도 제30호선 (변산바다로)               | 부안군 | 하서면 | 기점                         |
| (이름없음)                    |                                          | 부안군 | 계화면 |                              |
| 남북1 교차로                  |                                          | 부안군 | 하서면 |                              |
| 남북2 교차로 (지하차도)       |                                          | 부안군 | 하서면 |                              |
| 남북3 교차로                  |                                          | 부안군 | 계화면 |                              |
| 남북4 교차로                  |                                          | 부안군 | 계화면 |                              |
| 새만금동진대교                |                                          | 김제시 | 미정   |                              |
| 남북5 교차로                  |                                          | 김제시 | 미정   |                              |
| 남북6 교차로                  | 국도 제12호선 (새만금 동서도로)          | 김제시 | 미정   |                              |
| 만경대교                      |                                          | 김제시 | 미정   |                              |
| 남북7 교차로 (남북7교)        |                                          | 군산시 | 옥서면 |                              |
| 남북8 교차로 (남북8교)        |                                          | 군산시 | 옥서면 |                              |
| 남북9교                       |                                          | 군산시 | 옥서면 |                              |
| 남북9 교차로 (남북2지하차도)  |                                          | 군산시 | 옥서면 |                              |
| 남북10 교차로 (남북3지하차도) |                                          | 군산시 | 소룡동 |                              |
| 엑스포 교차로                 | 국도 제21호선 국도 제77호선 (새만금북로) | 군산시 | 소룡동 | 국도 제21, 77호선과 중복     |
| 변전소사거리                  | 동장산로 외항로                          | 군산시 | 소룡동 | 국도 제21, 77호선과 중복     |
| 대우삼거리                    | 장산로                                   | 군산시 | 소룡동 | 국도 제21, 77호선과 중복     |
| 여객터미널삼거리              | 임해로                                   | 군산시 | 소룡동 | 국도 제21, 77호선과 중복     |
| 공단삼거리                    | 공단대로                                 | 군산시 | 소룡동 | 국도 제21, 77호선과 중복     |
| 외고삼거리                    | 국도 제26호선 (공항로)                   | 군산시 | 소룡동 | 국도 제21, 26, 77호선과 중복 |
| 월명터널삼거리                | 월명로                                   | 군산시 | 해신동 | 국도 제21, 26, 77호선과 중복 |
| 해망 교차로                   | 국도 제21호선 국도 제26호선 (해망로)     | 군산시 | 해신동 | 국도 제21, 26, 77호선과 중복 |
| 동백대교                      |                                          | 군산시 | 해신동 | 국도 제77호선과 중복         |

### 충청남도
| 이름                            | 접속 노선                                             | 소재지                      | 소재지                                               | 비고                                      |
| ------------------------------- | ----------------------------------------------------- | --------------------------- | ---------------------------------------------------- | ----------------------------------------- |
| 동백대교                        |                                                       | 서천군                      | 장항읍                                               | 국도 제77호선과 중복                      |
| 원수 교차로                     | 국가지원지방도 제68호선 (장산로)                      | 서천군                      | 장항읍                                               | 국도 제77호선과 중복                      |
| 송내 교차로 (송내교)            | 국도 제21호선 (금강로)                                | 서천군                      | 마서면                                               | 국도 제21, 77호선과 중복                  |
| 과선교 송내2교                  |                                                       | 서천군                      | 마서면                                               | 국도 제21, 77호선과 중복                  |
| 장항역사거리                    | 장항역길 장항산단로                                   | 서천군                      | 마서면                                               | 국도 제21, 77호선과 중복                  |
| 덕암 교차로                     | 옥도로                                                | 서천군                      | 마서면                                               | 국도 제21, 77호선과 중복                  |
| 삼산 교차로                     | 삼산길                                                | 서천군                      | 서천읍                                               | 국도 제21, 77호선과 중복                  |
| 군사2 교차로                    | 지방도 제611호선 (장서로)                             | 서천군                      | 서천읍                                               | 국도 제21, 77호선과 중복                  |
| 군사 교차로                     | 장항산단북로 충절로                                   | 서천군                      | 서천읍                                               | 국도 제21, 77호선과 중복                  |
| (이름 없음)                     | 사곡로                                                | 서천군                      | 서천읍                                               | 국도 제21, 77호선과 중복                  |
| 서천 교차로                     | 국도 제21호선 국도 제77호선 (충서로) 서천로           | 서천군                      | 서천읍                                               | 국도 제21, 77호선과 중복                  |
| 서천 나들목 (서천IC삼거리)      | 15호선 서해안고속도로                                 | 서천군                      | 서천읍                                               |                                           |
| 화성 교차로 (화성1교)           | 대백제로                                              | 서천군                      | 서천읍                                               | 상행 진입 불가 하행 진출 불가             |
| 화성2교                         |                                                       | 서천군                      | 서천읍                                               |                                           |
| 화성3교                         |                                                       | 서천군                      | 서천읍                                               |                                           |
| 종천면                          |                                                       | 서천군                      |                                                      |                                           |
| 지석 교차로                     | 지석길                                                | 서천군                      |                                                      |                                           |
| 흥림교                          |                                                       | 서천군                      | 판교면                                               |                                           |
| 문곡 교차로 (문곡교)            | 후동길                                                | 서천군                      | 판교면                                               |                                           |
| 현암교                          |                                                       | 서천군                      | 판교면                                               |                                           |
| 수성 교차로                     | 지방도 제617호선 (종판로)                             | 서천군                      | 판교면                                               |                                           |
| 지산과선교                      |                                                       | 서천군                      | 판교면                                               |                                           |
| 판교 교차로                     | 지방도 제617호선 (판미로)                             | 서천군                      | 판교면                                               |                                           |
| 복대1 교차로                    | 대백제로 대백제로2171번길                             | 서천군                      | 판교면                                               |                                           |
| 대덕 교차로                     | 대덕로                                                | 부여군                      | 옥산면                                               | 상행 진출 불가 하행 진입 불가             |
| 옥산1 교차로                    | 신안로                                                | 부여군                      | 옥산면                                               | 상행 진입 불가 하행 진출 불가             |
| 옥산2 교차로                    | 옥산동로 옥산북로                                     | 부여군                      | 옥산면                                               |                                           |
| 수암1 교차로                    | 안남로                                                | 부여군                      | 옥산면                                               |                                           |
| 수암2 교차로                    | 안남로                                                | 부여군                      | 옥산면                                               |                                           |
| 홍산1 교차로                    | 비흥로 대백제로576번길                                | 부여군                      | 홍산면                                               |                                           |
| 홍산2 교차로                    | 한희동로                                              | 부여군                      | 홍산면                                               |                                           |
| 남촌사거리                      | 지방도 제611호선 지방도 제613호선 (팔충로) 홍산시장로 | 부여군                      | 홍산면                                               | 지방도 제611, 613호선과 중복              |
| 홍산 교차로                     | 지방도 제611호선 (남성로) 북토로                      | 부여군                      | 홍산면                                               | 지방도 제611, 613호선과 중복              |
| 좌홍 교차로                     | 지방도 제613호선 (홍산로)                             | 부여군                      | 홍산면                                               | 지방도 제613호선과 중복                   |
| 교원 교차로                     | 대백제로817번길 대백제로848번길                       | 부여군                      | 홍산면                                               |                                           |
| 점동 교차로                     | 삼용로 홍산점동로                                     | 부여군                      | 남면                                                 |                                           |
| 송정 교차로                     | 송수로 조무로                                         | 부여군                      | 남면                                                 | 상행 진출 불가                            |
| 서부여 나들목 (서부여IC 교차로) | 151호선 서천공주고속도로                              | 부여군                      | 홍산면                                               |                                           |
| 동방 교차로                     | 방계로 흥수로                                         | 부여군                      | 구룡면                                               | 상행 진출 불가 하행 진입 불가             |
| (이름 없음)                     | 지방도 제723호선 (구룡로)                             | 부여군                      | 구룡면                                               | 지방도 제723호선과 중복                   |
| 구룡 교차로                     | 국도 제40호선 지방도 제723호선 (흥수로)               | 부여군                      | 구룡면                                               | 지방도 제723호선과 중복 주정삼거리로 연결 |
| 부여구룡 나들목                 | 17호선 익산평택고속도로                               | 부여군                      | 구룡면                                               |                                           |
| 구봉 교차로                     | 국도 제40호선 (흥수로)                                | 부여군                      | 구룡면                                               | 국도 제40호선과 중복                      |
| 합송 교차로                     | 합송서로                                              | 부여군                      | 규암면                                               | 국도 제40호선과 중복                      |
| 내리 교차로                     | 국도 제29호선 (은암로)                                | 부여군                      | 규암면                                               | 국도 제40호선과 중복                      |
| 규암 교차로                     | 지방도 제625호선 (충절로)                             | 부여군                      | 규암면                                               | 국도 제40호선과 중복                      |
| 부여대교                        |                                                       | 부여군                      | 규암면                                               | 국도 제40호선과 중복                      |
| 부여읍                          |                                                       | 부여군                      |                                                      | 국도 제40호선과 중복                      |
| 부여 교차로                     | 성왕로                                                | 부여군                      |                                                      | 국도 제40호선과 중복                      |
| 대왕 교차로                     | 금성로                                                | 부여군                      |                                                      | 국도 제40호선과 중복                      |
| 가탑 교차로                     | 국도 제40호선 (성왕로)                                | 부여군                      |                                                      | 국도 제40호선과 중복                      |
| 왕릉 교차로                     | 동문로                                                | 부여군                      |                                                      |                                           |
| 능산 교차로                     | 왕릉로                                                | 부여군                      | 양방향 진출만 가능                                   |                                           |
| 염창 교차로                     | 왕릉로                                                | 부여군                      |                                                      |                                           |
| 사비터널                        |                                                       | 부여군                      | 상행 연장 860m 하행 연장 820m                        |                                           |
| 사비터널                        | 석성면                                                | 부여군                      | 상행 연장 860m 하행 연장 820m                        |                                           |
| 석성 교차로                     | 지방도 제799호선 (금백로)                             | 부여군                      |                                                      |                                           |
| 증산 교차로                     | 왕릉로                                                | 부여군                      | 상행 진입 불가                                       |                                           |
| 연화 교차로                     | 연화로                                                | 부여군                      | 상행 진출 불가 하행 진입 불가                        |                                           |
| 군계교                          |                                                       | 부여군                      |                                                      |                                           |
| 논산시                          | 광석면                                                |                             |                                                      |                                           |
| 논산시                          | 광석면                                                | 원북 교차로                 | 논산평야로                                           |                                           |
| 논산시                          | 광석면                                                | (이름 없음)                 | 논산평야로                                           |                                           |
| 논산시                          | 광석면                                                | 서논산 나들목               | 25호선 논산천안고속도로                              |                                           |
| 논산시                          | 광석면                                                | 논산 교차로                 | 국도 제23호선 (득안대로) 대백제로                    | 국도 제23호선과 중복                      |
| 논산시                          | 광석면                                                | 광석 교차로                 | 국도 제23호선 (득안대로) 지방도 제643호선 (장마루로) | 국도 제23호선과 중복                      |
| 논산시                          | 광석면                                                | 노성대교                    |                                                      |                                           |
| 논산시                          | 부적면                                                |                             |                                                      |                                           |
| 논산시                          | 율림과선교                                            |                             |                                                      |                                           |
| 논산시                          | 부적 교차로                                           | 국도 제1호선 (계백로)       | 국도 제1호선과 중복                                  |                                           |
| 논산시                          | 마구평삼거리                                          | 지방도 제691호선 (백일헌로) | 국도 제1호선과 중복                                  |                                           |
| 논산시                          | 외성삼거리                                            | 충곡로 부황길               | 국도 제1호선과 중복                                  |                                           |
| 논산시                          | 임리삼거리                                            | 관창로                      | 국도 제1호선과 중복                                  |                                           |
| 논산시                          | 연산사거리                                            | 지방도 제697호선 (황산벌로) | 국도 제1호선과 중복                                  | 연산면                                    |
| 논산시                          | 개태사역                                              |                             | 국도 제1호선과 중복                                  | 연산면                                    |
| 계룡문화예술의전당              |                                                       | 계룡시                      | 국도 제1호선과 중복                                  | 엄사면                                    |
| 유동삼거리                      | 지방도 제645호선 (문화로)                             | 계룡시                      | 국도 제1호선과 중복                                  | 엄사면                                    |
| 삼진삼거리                      | 엄사중앙로                                            | 계룡시                      | 국도 제1호선과 중복                                  | 엄사면                                    |
| 양정시외버스정류소              |                                                       | 계룡시                      | 국도 제1호선과 중복                                  | 엄사면                                    |
| 양정삼거리                      | 금암로                                                | 계룡시                      | 국도 제1호선과 중복                                  | 엄사면                                    |
| 연화 교차로                     | 계룡대로                                              | 계룡시                      | 국도 제1호선과 중복 계룡 나들목과 간접 연결          | 엄사면                                    |
| 계룡대교                        |                                                       | 계룡시                      | 국도 제1호선과 중복                                  | 엄사면                                    |

기존 구간 (2009년 이전 노선)
- 부여군 구룡 교차로 - 주정삼거리 - 먹고개삼거리 - 구봉 교차로 - 부여군농업기술센터 - 백제중학교 - KGC인삼공사 부여공장 - 규암사거리 - 규암초등학교 - 부여소방서 - 규암면 행정복지센터 - 수북정 교차로 - 백제교 - 부여경찰서 - 백강 교차로

기존 구간 (2010년 이전 노선)
- 부여군 백강 교차로 - 궁남초등학교 - 부여군청 - 군청로터리 - 충청지방통계청 - 부여우체국 - 부여시외버스터미널 - 성왕로터리 - 마성삼거리 - 부여도서관 - 국민건강보험공단 부여청양지사 - 사비신문 - 백제인삼농협 - 동부농협사거리 - 대향로로터리 - 한국전력공사 부여지사 - 능산 교차로 - 부여국유림관리소 - 한국수자원공사 충남중부권지사 - 십자가사거리 - 신십자거리 - 증산 교차로 - 군계교 - 석성천교 - 원북 교차로

### 대전광역시
| 이름                                    | 접속 노선                                  | 소재지     | 소재지              | 비고                |
| --------------------------------------- | ------------------------------------------ | ---------- | ------------------- | ------------------- |
| 계룡대교                                |                                            | 대전광역시 | 유성구              | 국도 제1호선과 중복 |
| 두마 교차로                             | 국도 제1호선 (백운로)                      | 대전광역시 | 유성구              | 국도 제1호선과 중복 |
| 계룡과선교 북단                         | 왕대로                                     | 대전광역시 | 유성구              |                     |
| 엉고개                                  |                                            | 대전광역시 | 유성구              |                     |
| 방동대교                                |                                            | 대전광역시 | 유성구              |                     |
| 서대전 나들목                           | 300호선 대전남부순환고속도로               | 대전광역시 | 북: 유성구 남: 서구 |                     |
| 서대전 나들목삼거리                     | 진잠로 계백로828번길                       | 대전광역시 | 북: 유성구 남: 서구 |                     |
| 진잠타운아파트                          | 구봉산북로                                 | 대전광역시 | 북: 유성구 남: 서구 |                     |
| 진잠네거리                              | 국가지원지방도 제32호선 (유성대로) 구봉로  | 대전광역시 | 북: 유성구 남: 서구 |                     |
| 구봉중삼거리                            | 관저서로                                   | 대전광역시 | 북: 유성구 남: 서구 |                     |
| 관저네거리 (관저지하차도)               | 도안대로 대전광역시도 제120호선 (관저중로) | 대전광역시 | 서구                |                     |
| 관저·건양대병원시외버스정류소           |                                            | 대전광역시 | 서구                |                     |
| 건양병원네거리                          | 관저동로                                   | 대전광역시 | 서구                |                     |
| 가수원네거리                            | 도안동로 벌곡로                            | 대전광역시 | 서구                |                     |
| 가수원교                                |                                            | 대전광역시 | 서구                |                     |
| 정림삼거리                              | 정림로                                     | 대전광역시 | 서구                |                     |
| 불티구름다리                            | 배재로 혜천로                              | 대전광역시 | 서구                |                     |
| 대전남부소방서                          | 복수서로                                   | 대전광역시 | 서구                |                     |
| 도마삼거리                              | 도솔로                                     | 대전광역시 | 서구                |                     |
| 도마동시외버스정류장 대전서부교육지원청 |                                            | 대전광역시 | 서구                |                     |
| 도마네거리                              | 도산로                                     | 대전광역시 | 서구                |                     |
| 도마지하차도                            | 유등로                                     | 대전광역시 | 서구                |                     |
| 유등교                                  |                                            | 대전광역시 | 서구                |                     |
| 중구                                    |                                            | 대전광역시 |                     |                     |
| 버드내네거리                            | 대둔산로 대전광역시도 제14호선 (태평로)    | 대전광역시 |                     |                     |
| 유천네거리                              | 유천로                                     | 대전광역시 |                     |                     |
| 서대전육교                              |                                            | 대전광역시 |                     |                     |
| 서대전역네거리                          | 오류로                                     | 대전광역시 |                     |                     |
| 서대전네거리 (서대전네거리역)           | 국도 제32호선 (계룡로) 중앙로              | 대전광역시 |                     |                     |
| 충대병원네거리                          | 문화로 보문산로                            | 대전광역시 |                     |                     |
| 테미삼거리                              | 테미로                                     | 대전광역시 |                     |                     |
| 대사동 행정복지센터                     |                                            | 대전광역시 |                     |                     |
| 보문산공원오거리                        | 보문로 보문산공원로                        | 대전광역시 |                     |                     |
| 한밭종합운동장                          |                                            | 대전광역시 |                     |                     |
| 충무로네거리                            | 대종로                                     | 대전광역시 |                     |                     |
| 보문교                                  |                                            | 대전광역시 |                     |                     |
| 동구                                    |                                            | 대전광역시 |                     |                     |
| 인동네거리                              | 국도 제17호선 (대전로)                     | 대전광역시 |                     |                     |
| 인동지하차도 대전동부경찰서             |                                            | 대전광역시 |                     |                     |
| 제1치수교앞네거리                       | 충무로 대동천좌안3길                       | 대전광역시 |                     |                     |
| 제2치수교앞네거리                       | 계족로                                     | 대전광역시 |                     |                     |
| 신흥역                                  |                                            | 대전광역시 |                     |                     |
| 판암역                                  | 동부로 동구청로                            | 대전광역시 |                     |                     |
| 판암네거리                              | 새울로                                     | 대전광역시 |                     |                     |
| 판암 나들목 (판암 지하차도)             | 35호선 통영대전고속도로                    | 대전광역시 |                     |                     |
| 동신과학고등학교                        |                                            | 대전광역시 |                     |                     |
| 비룡삼거리                              | 대청호수로                                 | 대전광역시 |                     |                     |
| 식장산삼거리                            | 세천공원로                                 | 대전광역시 |                     |                     |
| 세천초등학교 대청동 행정복지센터        |                                            | 대전광역시 |                     |                     |
| 세천삼거리                              | 회남로                                     | 대전광역시 |                     |                     |
| 마달령                                  |                                            | 대전광역시 |                     |                     |

### 충청북도
| 이름                                    | 접속 노선                                             | 소재지 | 소재지                                              | 비고                          |
| --------------------------------------- | ----------------------------------------------------- | ------ | --------------------------------------------------- | ----------------------------- |
| 마달령                                  |                                                       | 옥천군 | 군북면                                              |                               |
| 증약초등학교                            |                                                       | 옥천군 | 군북면                                              |                               |
| 이백삼거리                              | 환산로                                                | 옥천군 | 군북면                                              |                               |
| 군북면 행정복지센터                     |                                                       | 옥천군 | 군북면                                              |                               |
| 서정2 교차로                            | 국도 제37호선 (대청로)                                | 옥천군 | 옥천읍                                              | 서정1 교차로와 연결           |
| 삼양사거리                              | 성왕로                                                | 옥천군 | 옥천읍                                              |                               |
| 삼양삼거리                              | 삼양로                                                | 옥천군 | 옥천읍                                              |                               |
| 옥천시외버스공용정류장 옥천대교         |                                                       | 옥천군 | 옥천읍                                              |                               |
| 가화지하차도                            | 지방도 제501호선 (금장로)                             | 옥천군 | 옥천읍                                              |                               |
| 옥천역 (역전삼거리)                     |                                                       | 옥천군 | 옥천읍                                              |                               |
| 마암삼거리                              | 중앙로1길                                             | 옥천군 | 옥천읍                                              |                               |
| 과선교사거리                            | 마암로                                                | 옥천군 | 옥천읍                                              |                               |
| 원각사거리                              | 청풍로                                                | 옥천군 | 옥천읍                                              |                               |
| 적하삼거리                              | 지방도 제501호선 (동이농공길)                         | 옥천군 | 동이면                                              | 지방도 제501호선과 중복       |
| 구짐티삼거리                            | 묘목로                                                | 옥천군 | 이원면                                              | 지방도 제501호선과 중복       |
| 검진교                                  |                                                       | 옥천군 | 이원면                                              | 지방도 제501호선과 중복       |
| 이원삼거리                              | 지방도 제501호선 (묘목로)                             | 옥천군 | 이원면                                              | 지방도 제501호선과 중복       |
| 원동삼거리                              | 지방도 제514호선 (이원심천로)                         | 옥천군 | 이원면                                              |                               |
| 고당교                                  |                                                       | 영동군 | 심천면                                              |                               |
| 약목사거리                              | 지방도 제505호선 (이원심천로)                         | 영동군 | 심천면                                              |                               |
| 각계교                                  |                                                       | 영동군 | 심천면                                              |                               |
| 영동읍                                  |                                                       | 영동군 |                                                     |                               |
| 산리교                                  |                                                       | 영동군 |                                                     |                               |
| 오정삼거리                              | 오정길                                                | 영동군 |                                                     |                               |
| 부용 교차로                             | 국도 제19호선 (남부로)                                | 영동군 | 국도 제19호선과 중복                                |                               |
| 부용사거리                              | 중앙로 학산영동로                                     | 영동군 | 국도 제19호선과 중복                                |                               |
| 매천 교차로                             | 국가지원지방도 제68호선 (영동황간로) 부용동1로        | 영동군 | 국도 제19호선과 중복 국가지원지방도 제68호선과 중복 |                               |
| 영동 교차로                             | 국도 제19호선 국가지원지방도 제68호선 (영동로)        | 영동군 | 국도 제19호선과 중복 국가지원지방도 제68호선과 중복 |                               |
| 늘머니 교차로                           | 영동황간로 용두공원로                                 | 영동군 |                                                     |                               |
| 매천교 삼봉천교                         |                                                       | 영동군 |                                                     |                               |
| 주곡 교차로                             | 산막골길                                              | 영동군 |                                                     |                               |
| 임계교                                  |                                                       | 영동군 |                                                     |                               |
| 임계터널                                |                                                       | 영동군 | 상행 연장 246m 하행 연장 311m                       |                               |
| 가리터널                                |                                                       | 영동군 | 상행 연장 252m 하행 연장 128m                       |                               |
| 하가리교 중가리교 상가리교              |                                                       | 영동군 |                                                     |                               |
| 가리 교차로                             | 영동황간로 상가길                                     | 영동군 |                                                     |                               |
| 서송원1교                               |                                                       | 영동군 | 황간면                                              |                               |
| 서송원 교차로                           | 신탄로 서송원길                                       | 영동군 | 황간면                                              |                               |
| 서송원2교 안화1교 안화2교               |                                                       | 영동군 | 황간면                                              |                               |
| 마산 교차로                             | 영동황간로                                            | 영동군 | 황간면                                              |                               |
| 마산터널                                |                                                       | 영동군 | 황간면                                              | 상행 연장 335m 하행 연장 310m |
| 안신1교                                 |                                                       | 영동군 | 황간면                                              |                               |
| 소계 교차로                             | 국가지원지방도 제49호선 지방도 제901호선 (민주지산로) | 영동군 | 황간면                                              |                               |
| 마래1교 마래2교                         |                                                       | 영동군 | 황간면                                              |                               |
| 새동네 교차로                           | 영동황간로                                            | 영동군 | 황간면                                              |                               |
| 광평 교차로                             | 광평길                                                | 영동군 | 황간면                                              |                               |
| 계룡 교차로                             | 추풍령로 계룡1길                                      | 영동군 | 추풍령면                                            |                               |
| 추풍령1교 추풍령2교 추풍령3교 추풍령4교 |                                                       | 영동군 | 추풍령면                                            |                               |
| 사부리 교차로                           | 추풍령로                                              | 영동군 | 추풍령면                                            |                               |
| 원관과선교 추풍령5교                    |                                                       | 영동군 | 추풍령면                                            |                               |
| 은편 교차로                             | 은편길                                                | 영동군 | 추풍령면                                            |                               |
| 추풍령과선교                            |                                                       | 영동군 | 추풍령면                                            |                               |
| 추풍령 교차로                           | 봉산로 신안로                                         | 영동군 | 추풍령면                                            | 상행 진출 불가 하행 진입 불가 |
| 추풍령                                  |                                                       | 영동군 | 추풍령면                                            |                               |

- 기존 구간(2017년 이전 노선)
  - 영동군 매천 교차로 - 영동제3교 - 영동3교삼거리 - 영동읍 행정복지센터 - 영신중학교 - 청주지방법원 영동지원, 청주지방검찰청 영동지청 - 영동체육관 - 영동군민운동장 - 매천삼거리 - 영동소방서 - 조심교 - 화동교 - 주곡 회전교차로 - 신탄삼거리 - 노근리 역사공원 - 마산삼거리 - 황간삼거리(황간 나들목) - 마산삼거리 - 옥포삼거리 - 황간교삼거리 - 황간시외버스터미널 - 황간삼거리 - 황간교 - 새동네 교차로

### 경상북도(대구광역시서쪽 지역)
| 이름                                   | 접속 노선                          | 소재지                                                     | 소재지                        | 비고                           |
| -------------------------------------- | ---------------------------------- | ---------------------------------------------------------- | ----------------------------- | ------------------------------ |
| 추풍령                                 |                                    | 김천시                                                     | 봉산면                        |                                |
| 광천네거리                             | 봉산로 광천2길                     | 김천시                                                     | 봉산면                        |                                |
| 태화고가교                             |                                    | 김천시                                                     | 봉산면                        |                                |
| 태화리                                 | 봉산로                             | 김천시                                                     | 봉산면                        |                                |
| 평화교                                 | 봉산1로 태화1길                    | 김천시                                                     | 봉산면                        |                                |
| 남전교                                 |                                    | 김천시                                                     | 봉산면                        |                                |
| 덕천네거리                             | 지방도 제903호선 (황악로)          | 김천시                                                     | 봉산면                        |                                |
| 용복교                                 |                                    | 김천시                                                     | 대항면                        |                                |
| 대룡 교차로                            | 지방도 제514호선 (영남대로)        | 김천시                                                     | 대항면                        |                                |
| 대룡철교                               |                                    | 김천시                                                     | 봉산면                        |                                |
| 삼락 교차로                            | 거문들4길                          | 김천시                                                     | 대신동                        |                                |
| 대신교                                 |                                    | 김천시                                                     | 대신동                        |                                |
| 어모터널                               |                                    | 김천시                                                     | 대신동                        |                                |
|                                        | 어모면                             | 김천시                                                     |                               |                                |
| 옥율 교차로                            | 옥율길                             | 김천시                                                     | 상행 진입 불가 하행 진출 불가 |                                |
| 어모 교차로 (어모교)                   | 국도 제3호선 (경상대로) 시청로     | 김천시                                                     | 국도 제3호선과 중복           |                                |
| 덕촌 교차로                            | 지방도 제913호선 (감문로)          | 김천시                                                     | 국도 제3호선과 중복           |                                |
| 덕촌 교차로                            | 개령면                             | 김천시                                                     | 국도 제3호선과 중복           |                                |
| 독송교                                 |                                    | 김천시                                                     | 국도 제3호선과 중복           |                                |
| 서부 교차로                            | 국도 제59호선 (김선로) (환경로)    | 김천시                                                     | 국도 제3호선과 중복           |                                |
| 초서교                                 |                                    | 김천시                                                     | 국도 제3호선과 중복           |                                |
|                                        | 남면                               | 김천시                                                     | 국도 제3호선과 중복           |                                |
| 율곡천2교                              |                                    | 김천시                                                     | 국도 제3호선과 중복           |                                |
| 동김천 나들목                          | 1호선 경부고속도로                 | 김천시                                                     | 국도 제3호선과 중복           |                                |
| 초곡교                                 |                                    | 김천시                                                     | 국도 제3호선과 중복           |                                |
| 혁신도시 교차로 (혁신지하차도2)        | 율곡8로                            | 김천시                                                     | 국도 제3호선과 중복           | 율곡동                         |
| 혁신지하차도1                          |                                    | 김천시                                                     | 국도 제3호선과 중복           | 율곡동                         |
| 혁신교 율곡천1교                       |                                    | 김천시                                                     | 국도 제3호선과 중복           | 농소면                         |
| 월곡2 교차로                           | 용시길                             | 김천시                                                     | 국도 제3호선과 중복           | 농소면                         |
| 농소 교차로                            | 국도 제3호선 (김천순환로) 영남대로 | 김천시                                                     | 국도 제3호선과 중복           | 농소면                         |
| 월곡 교차로                            | 농남로 용시길                      | 김천시                                                     |                               | 농소면                         |
| 농소교                                 |                                    | 김천시                                                     |                               | 농소면                         |
| 입석 교차로                            | 지방도 제913호선 (남면로) (벽소로) | 김천시                                                     |                               | 농소면                         |
| 운암교                                 |                                    | 김천시                                                     |                               | 농소면                         |
| 운곡 교차로                            | 운양길                             | 김천시                                                     | 남면                          |                                |
| 운곡교                                 |                                    | 김천시                                                     | 남면                          |                                |
| 송곡 교차로                            | 농남로 오봉로                      | 김천시                                                     | 남면                          | 상행 진입 불가 하행 진출 불가  |
| 마곡 교차로                            | 농남로                             | 김천시                                                     | 남면                          | 상행 진출 불가 하행 진입 불가  |
| 사모실 교차로                          | 농남로                             | 김천시                                                     | 남면                          |                                |
| 남김천 나들목 (부상 교차로)            | 45호선 중부내륙고속도로 농남로     | 김천시                                                     | 남면                          |                                |
| 남북 교차로                            | 농남로                             | 김천시                                                     | 남면                          | 상행 진입 불가 하행 진출 불가  |
| 지경교                                 |                                    | 김천시                                                     | 남면                          |                                |
|                                        | 칠곡군                             | 북삼읍                                                     |                               |                                |
| 숭오 교차로                            | 칠곡군                             | 북삼읍                                                     | 금오동천로                    | 상행 진출 불가 하행 진입 불가  |
| 평촌교                                 | 칠곡군                             | 북삼읍                                                     |                               |                                |
| 상원교                                 | 칠곡군                             | 북삼읍                                                     | 보손1길                       |                                |
| 약수교                                 | 칠곡군                             | 북삼읍                                                     | 어로2길                       |                                |
| 복성네거리                             | 칠곡군                             | 금오대로 복성19길                                          | 약목면                        |                                |
| 약목역삼거리                           | 칠곡군                             | 약목로 복성10길                                            | 약목면                        |                                |
| 약목교                                 | 칠곡군                             |                                                            | 약목면                        |                                |
| 남계삼거리                             | 칠곡군                             | 약목로                                                     | 약목면                        |                                |
| 무림교                                 | 칠곡군                             | 무림1길                                                    | 약목면                        |                                |
| 관호 교차로                            | 칠곡군                             | 국도 제33호선 (강변서로)                                   | 약목면                        | 국도 제33호선과 중복           |
| 장평교                                 | 칠곡군                             | 관호5길                                                    | 약목면                        | 국도 제33호선과 중복           |
| 칠곡경찰서                             | 칠곡군                             | 관호6길                                                    | 약목면                        | 국도 제33호선과 중복           |
| 관호 교차로 (관호지하차도)             | 칠곡군                             | 중앙로 관호8길 관호10길                                    | 약목면                        | 국도 제33호선과 중복           |
| 칠곡소방서                             | 칠곡군                             | 주산로                                                     | 기산면                        | 국도 제33호선과 중복           |
| 죽전 교차로                            | 칠곡군                             | 국도 제33호선 (가야로)                                     | 기산면                        | 국도 제33호선과 중복           |
| 제2왜관교                              | 칠곡군                             | 국가지원지방도 제67호선 국가지원지방도 제79호선 (강변대로) | 기산면                        | 국가지원지방도 제79호선과 중복 |
| 제2왜관교                              | 칠곡군                             | 국가지원지방도 제67호선 국가지원지방도 제79호선 (강변대로) | 왜관읍                        | 국가지원지방도 제79호선과 중복 |
| (중앙교 북단)                          | 칠곡군                             | 중앙로                                                     |                               | 국가지원지방도 제79호선과 중복 |
| 매원사거리                             | 칠곡군                             | 국가지원지방도 제79호선 (호국로) 관문로                    |                               | 국가지원지방도 제79호선과 중복 |
| 매원교                                 | 칠곡군                             |                                                            |                               |                                |
| (왜관IC주유소)                         | 칠곡군                             | 현대로 삼청1길 삼청2길                                     |                               |                                |
| 왜관 나들목                            | 칠곡군                             | 1호선 경부고속도로                                         |                               |                                |
| 공단삼거리                             | 칠곡군                             | 공단로                                                     |                               |                                |
| 삼청교 제2연화교                       | 칠곡군                             |                                                            |                               |                                |
| 칠곡물류 나들목 (연화 교차로) (연화역) | 칠곡군                             | 1호선 경부고속도로 금호로                                  | 지천면                        |                                |
| (송정과선교 북단)                      | 칠곡군                             | 신동로                                                     | 지천면                        | 상행 진입 불가 하행 진출 불가  |
| 송정과선교                             | 칠곡군                             |                                                            | 지천면                        |                                |
| 신동 교차로 (송정교)                   | 칠곡군                             | 신동로 하빈로                                              | 지천면                        |                                |
| 덕산과선교 덕산교                      | 칠곡군                             |                                                            | 지천면                        |                                |
| 덕산리                                 | 칠곡군                             | 지방도 제923호선 (지천로)                                  | 지천면                        |                                |
| 연호 교차로                            | 칠곡군                             | 사수로 용산로 하납길                                       | 지천면                        |                                |
| (연호천교)                             | 칠곡군                             |                                                            | 지천면                        |                                |
| 낙산삼거리                             | 칠곡군                             | 신동재로                                                   | 지천면                        |                                |

### 대구광역시
| 이름                                                          | 접속 노선                                 | 소재지     | 소재지 | 비고                    |
| ------------------------------------------------------------- | ----------------------------------------- | ---------- | ------ | ----------------------- |
| 태전고가교                                                    | 관음로 낙산로                             | 대구광역시 | 북구   | 지천 나들목과 연결      |
| 강북고등학교 대구태현초등학교 영송여자고등학교 대구보건대학교 |                                           | 대구광역시 | 북구   |                         |
| 보건대네거리                                                  | 영송로 태전로13길                         | 대구광역시 | 북구   |                         |
| 태전삼거리                                                    | 국도 제5호선 국도 제25호선 (칠곡중앙대로) | 대구광역시 | 북구   | 국도 제5, 25호선과 중복 |
| 태전교 (태전역)                                               |                                           | 대구광역시 | 북구   | 국도 제5, 25호선과 중복 |
| 태전네거리                                                    | 학정로                                    | 대구광역시 | 북구   | 국도 제5, 25호선과 중복 |
| 팔달로 교차로 (팔달고가차도) (매천시장역)                     | 매천로18길                                | 대구광역시 | 북구   | 국도 제5, 25호선과 중복 |
| 대구북부화물터미널                                            |                                           | 대구광역시 | 북구   | 국도 제5, 25호선과 중복 |
| (팔달교 북단)                                                 | 매천로2길                                 | 대구광역시 | 북구   | 국도 제5, 25호선과 중복 |
| 팔달교                                                        |                                           | 대구광역시 | 북구   | 국도 제5, 25호선과 중복 |
| 서구                                                          |                                           | 대구광역시 |        | 국도 제5, 25호선과 중복 |
| 팔달교 교차로                                                 | 신천대로                                  | 대구광역시 |        | 국도 제5, 25호선과 중복 |
| 공단역                                                        |                                           | 대구광역시 |        | 국도 제5, 25호선과 중복 |
| 만평네거리 (서대구고속버스터미널) (만평역)                    | 국도 제5호선 (서대구로) 팔달로            | 대구광역시 |        | 국도 제5, 25호선과 중복 |
| 노원네거리                                                    | 오봉로                                    | 대구광역시 | 북구   | 국도 제25호선과 중복    |
| 백사벌네거리                                                  | 침산로                                    | 대구광역시 | 북구   | 국도 제25호선과 중복    |
| (침산교지하차도)                                              | 신천대로                                  | 대구광역시 | 북구   | 국도 제25호선과 중복    |
| 침산교 교차로                                                 | 신천동로                                  | 대구광역시 | 북구   | 국도 제25호선과 중복    |
| 연암네거리                                                    | 연암로                                    | 대구광역시 | 북구   | 국도 제25호선과 중복    |
| 유통단지삼거리                                                | 호국로                                    | 대구광역시 | 북구   | 국도 제25호선과 중복    |
| 산격중학교 교차로                                             | 산격로                                    | 대구광역시 | 북구   | 국도 제25호선과 중복    |
| 복현오거리 (복현고가교)                                       | 검단로 공항로 대학로                      | 대구광역시 | 북구   | 국도 제25호선과 중복    |
| 복현네거리                                                    | 경대로 복현로                             | 대구광역시 | 북구   | 국도 제25호선과 중복    |
| 큰고개오거리 (효목고가차도)                                   | 신암남로 아양로                           | 대구광역시 | 동구   | 국도 제25호선과 중복    |
| (효목지하차도)                                                | 동부로                                    | 대구광역시 | 동구   | 국도 제25호선과 중복    |
| 효목네거리 (효목네거리지하차도)                               | 국도 제25호선 (무열로) 화랑로             | 대구광역시 | 동구   | 국도 제25호선과 중복    |
| 망우당네거리 (망우당고가차도)                                 | 효동로 효행로                             | 대구광역시 | 동구   |                         |
| 화랑교                                                        |                                           | 대구광역시 | 동구   |                         |
| 용계역시외버스정류소                                          |                                           | 대구광역시 | 동구   |                         |
| 동대구 나들목                                                 | 55호선 중앙고속도로 (대구부산고속도로)    | 대구광역시 | 동구   |                         |
| 반야월삼거리                                                  | 동촌로 반야월로                           | 대구광역시 | 동구   |                         |
| 율하역 (율하역 교차로)                                        | 범안로                                    | 대구광역시 | 동구   |                         |
| 안일초교삼거리                                                | 율하동로23길                              | 대구광역시 | 동구   |                         |
| 신기역 (안심주공네거리)                                       | 율하동로                                  | 대구광역시 | 동구   |                         |
| 안심중삼거리                                                  | 안심로41길                                | 대구광역시 | 동구   |                         |
| 안심중학교                                                    |                                           | 대구광역시 | 동구   |                         |
| 반야월역 (반야월네거리)                                       | 경안로                                    | 대구광역시 | 동구   |                         |
| 각산역                                                        | 금강로                                    | 대구광역시 | 동구   |                         |
| 안심역 (송정삼거리)                                           | 반야월로                                  | 대구광역시 | 동구   |                         |
| 사복동입구                                                    | 메디밸리로                                | 대구광역시 | 동구   |                         |
| 숙천교                                                        |                                           | 대구광역시 | 동구   |                         |

기존 구간 (1996년 이전 노선)
- 팔달교 - 팔달시장역 - 고성로 - 원대네거리 - 달서로 - 달서천로 - 원대지하차도 - 달성네거리 - 대구역 앞 - 동인네거리 - 칠성교 - 대구파티마병원 앞 - 아양교 - 입석네거리 - 해안역 - 율하교 - 안심역

### 경상북도(대구광역시동쪽 지역)
| 이름                              | 접속 노선                                         | 소재지 | 소재지 | 비고                                                                              |
| --------------------------------- | ------------------------------------------------- | ------ | ------ | --------------------------------------------------------------------------------- |
| 청천역 청천초등학교 호산대학교    |                                                   | 경산시 | 하양읍 |                                                                                   |
| 대구가톨릭대학교                  | 하양로                                            | 경산시 | 하양읍 |                                                                                   |
| 하양역                            |                                                   | 경산시 | 하양읍 |                                                                                   |
| 금락네거리 (하양고가도로)         | 국가지원지방도 제69호선 지방도 제919호선 (대학로) | 경산시 | 하양읍 | 국가지원지방도 제69호선과 중복                                                    |
| 동서 교차로                       | 하양로 한사들길                                   | 경산시 | 하양읍 | 국가지원지방도 제69호선과 중복                                                    |
| 하교                              |                                                   | 경산시 | 와촌면 | 국가지원지방도 제69호선과 중복                                                    |
| 교대사거리                        | 지방도 제909호선 (사일로) (교대길)                | 영천시 | 금호읍 | 국가지원지방도 제69호선과 중복                                                    |
| 금호 교차로                       | 국도 제35호선 (영천우회도로)                      | 영천시 | 금호읍 | 국도 제35호선과 중복 국가지원지방도 제69호선과 중복 상행 진입 불가 하행 진출 불가 |
| 냉천 교차로                       | 국가지원지방도 제69호선 (금호로)                  | 영천시 | 금호읍 | 국도 제35호선과 중복 국가지원지방도 제69호선과 중복                               |
| 금호대교                          |                                                   | 영천시 | 금호읍 | 국도 제35호선과 중복                                                              |
| 금호대교                          | 남부동                                            | 영천시 |        | 국도 제35호선과 중복                                                              |
| 도동 교차로                       | 지방도 제925호선 (천문로)                         | 영천시 |        | 국도 제35호선과 중복                                                              |
| 봉작 교차로                       | 영천아이시로                                      | 영천시 |        | 국도 제35호선과 중복                                                              |
| 작산 교차로                       | 한방로 정모길 조암길                              | 영천시 |        | 국도 제35호선과 중복                                                              |
| 유천대교                          |                                                   | 영천시 | 북안면 | 국도 제35호선과 중복                                                              |
| 북안공단 교차로                   | 북안공단길                                        | 영천시 | 북안면 | 국도 제35호선과 중복                                                              |
| 반정 교차로                       | 지방도 제921호선 (운북로)                         | 영천시 | 북안면 | 국도 제35호선과 중복                                                              |
| 북안터널                          |                                                   | 영천시 | 북안면 | 국도 제35호선과 중복 연장 936m                                                    |
| 만불 교차로                       | 내서로                                            | 영천시 | 북안면 | 국도 제35호선과 중복                                                              |
| 하추 교차로                       | 내서로 화촌길                                     | 경주시 | 서면   | 국도 제35호선과 중복                                                              |
| 아화 교차로                       | 지방도 제909호선 (심곡로)                         | 경주시 | 서면   | 국도 제35호선과 중복                                                              |
| 사라교                            | 부운율전길 사리운대길 장자골길                    | 경주시 | 서면   | 국도 제35호선과 중복                                                              |
| 북건천 나들목                     | 국도 제20호선 (건포산업로)                        | 경주시 | 건천읍 | 국도 제35호선과 중복                                                              |
| 천포 교차로                       | 내서로                                            | 경주시 | 건천읍 | 국도 제35호선과 중복                                                              |
| (이름 없음)                       | 용명공단길                                        | 경주시 | 건천읍 | 국도 제35호선과 중복                                                              |
| 모량교                            |                                                   | 경주시 | 건천읍 | 국도 제35호선과 중복                                                              |
| 고란교                            | 모량고란길                                        | 경주시 | 건천읍 | 국도 제35호선과 중복                                                              |
| 모량 교차로                       | 외현로 내서로                                     | 경주시 | 건천읍 | 국도 제35호선과 중복                                                              |
| 고천대교                          |                                                   | 경주시 | 건천읍 | 국도 제35호선과 중복                                                              |
| 황남동                            |                                                   | 경주시 |        | 국도 제35호선과 중복                                                              |
| 광명동                            | 지방도 제904호선 (내외로) 태종로                  | 경주시 |        | 국도 제35호선과 중복                                                              |
| 효현교                            |                                                   | 경주시 |        | 국도 제35호선과 중복                                                              |
| 선도동                            |                                                   | 경주시 |        | 국도 제35호선과 중복                                                              |
| 소티고개                          |                                                   | 경주시 |        | 국도 제35호선과 중복                                                              |
| 무열왕릉                          |                                                   | 경주시 |        | 국도 제35호선과 중복                                                              |
| 서천교 서단                       | 태종로 흥무로                                     | 경주시 |        | 국도 제35호선과 중복                                                              |
| 서천교                            |                                                   | 경주시 |        | 국도 제35호선과 중복                                                              |
| 중부동                            |                                                   | 경주시 |        | 국도 제35호선과 중복                                                              |
| 터미널네거리 (경주고속버스터미널) | 강변로                                            | 경주시 |        | 국도 제35호선과 중복                                                              |
| 서라벌네거리                      | 금성로                                            | 경주시 |        | 국도 제35호선과 중복                                                              |
| 내남네거리 (경주 대릉원)          | 국도 제35호선 (포석로)                            | 경주시 | 황남동 | 국도 제35호선과 중복                                                              |
| 팔우정삼거리                      | 국도 제7호선 (원화로)                             | 경주시 | 황오동 | 국도 제7호선과 중복                                                               |
| 선덕네거리                        | 국도 제7호선 (원화로) 첨성로                      | 경주시 | 월성동 | 국도 제7호선과 중복                                                               |
| 선덕여자중학교 선덕여자고등학교   |                                                   | 경주시 | 월성동 |                                                                                   |
| (이름 없음)                       | 양정로                                            | 경주시 | 월성동 |                                                                                   |
| 분황사                            |                                                   | 경주시 | 월성동 |                                                                                   |
| (이름 없음)                       | 알천남로                                          | 경주시 | 월성동 |                                                                                   |
| 구황교네거리                      | 산업로                                            | 경주시 | 월성동 |                                                                                   |
| 보문교삼거리                      | 보문로                                            | 경주시 | 월성동 |                                                                                   |
| 천군네거리 (경주월드)             | 보문로                                            | 경주시 | 보덕동 |                                                                                   |
| 보덕동주민센터                    |                                                   | 경주시 | 보덕동 |                                                                                   |
| 엑스포삼거리                      | 엑스포로                                          | 경주시 | 보덕동 |                                                                                   |
| 보불로삼거리                      | 경감로                                            | 경주시 | 보덕동 |                                                                                   |
| 추억의달동네 경주공룡월드 마동교  |                                                   | 경주시 | 불국동 |                                                                                   |
| (탑마을앞)                        | 불국로                                            | 경주시 | 불국동 |                                                                                   |
| (코오롱가든골프장)                | 불국로                                            | 경주시 | 불국동 |                                                                                   |
| KT&G 경주수련관                   |                                                   | 경주시 | 불국동 |                                                                                   |
| (대동주유소)                      | 영불로                                            | 경주시 | 불국동 |                                                                                   |
| (진현동)                          | 영불로                                            | 경주시 | 불국동 |                                                                                   |
| 토암산1교                         |                                                   | 경주시 | 불국동 |                                                                                   |
| 신계 교차로                       | 진현신계길                                        | 경주시 | 외동읍 |                                                                                   |
| 토함산2교                         |                                                   | 경주시 | 외동읍 |                                                                                   |
| 상신 교차로                       | 신계상신길                                        | 경주시 | 외동읍 |                                                                                   |
| 토함산터널                        |                                                   | 경주시 | 외동읍 | 상행 연장 4,345m 하행 연장 4,300m                                                 |
| 토함산터널                        | 양북면                                            | 경주시 |        | 상행 연장 4,345m 하행 연장 4,300m                                                 |
| 장항 교차로                       | 불국로                                            | 경주시 |        |                                                                                   |
| 감나무교 축암교                   |                                                   | 경주시 |        |                                                                                   |
| 안동 교차로                       | 경감로                                            | 경주시 |        |                                                                                   |
| 안동교 와읍교                     |                                                   | 경주시 |        |                                                                                   |
| 와읍 교차로                       | 국도 제14호선 지방도 제929호선 (감은로) (경감로)  | 경주시 |        |                                                                                   |
| 중기교                            |                                                   | 경주시 |        |                                                                                   |
| 노동 교차로                       | 경감로                                            | 경주시 | 감포읍 |                                                                                   |
| 서천교 팔조교                     |                                                   | 경주시 | 감포읍 |                                                                                   |
| 팔조 교차로                       | 팔조수제길                                        | 경주시 | 감포읍 |                                                                                   |
| 섬비교                            |                                                   | 경주시 | 감포읍 |                                                                                   |
| 감포 교차로                       | 국도 제31호선 (동해안로)                          | 경주시 | 감포읍 | 국도 제31호선과 중복                                                              |
| 전촌삼거리                        | 경감로                                            | 경주시 | 감포읍 | 종점                                                                              |

- 기존 구간 (2015년 이전 노선)
  - 경주시 보불로삼거리 - 덕동저수지 - 덕동교 - 황룡교 - 황룡1교 - 황룡2교 - 추령터널(621m) - 추령교 - 장항삼거리 - 장항교 - 안동삼거리 - 안동교 - 와읍교 서단 - 와읍교 - 어일삼거리 - 전촌삼거리

## 도로명
전북특별자치도
- 군산시 소룡동 엑스포사거리 ~ 변전소사거리 : 동장산로
- 군산시 소룡동 변전소사거리 ~ 해신동 : 외항로, 해망로

충청남도
- 서천군 장항읍 동백대교 ~ 논산시 광석면 논산 교차로 : 대백제로
- 논산시 광석면 논산 교차로 ~ 광석 교차로 : 득안대로
- 논산시 광석면 광석 교차로 ~ 부적면 부적 교차로 : 도로명 없음
- 논산시 부적면 부적 교차로 ~ 계룡시 계룡대교 : 계백로

대전광역시
- 유성구 계룡대교 ~ 중구 서대전네거리 : 계백로
- 중구 서대전네거리 ~ 충대병원네거리 : 계룡로
- 중구 충대병원네거리 ~ 동구 제1치수교앞 : 충무로
- 동구 제1치수교앞 ~ 마달령 : 옥천로

충청북도
- 옥천군 군북면 마달령 ~ 이원면 원동리 : 옥천로
- 영동군 심천면 고당리 ~ 추풍령면 추풍령 : 난계로

경상북도
- 김천시 봉산면 추풍령 ~ 대곡동 대곡삼거리 : 영남대로
- 김천시 대곡동 대곡삼거리 ~ 시민탑삼거리 : 송설로
- 김천시 대곡동 시민탑삼거리 ~ 양금동 : 김천로
- 김천시 양금동 ~ 자산동 : 중앙시장길
- 김천시 자산동 ~ 지좌동 김천교 교차로 : 자산로
- 김천시 지좌동 김천교 교차로 ~ 지좌육교 : 황산로
- 김천시 지좌동 지좌육교 ~ 남면 지경교 : 영남대로
- 칠곡군 북삼읍 지경교 ~ 지천면 낙산리 : 칠곡대로

대구광역시
- 북구 태전동 ~ 태전삼거리 : 태전로
- 북구 태전삼거리 ~ 팔달교 : 칠곡중앙대로
- 서구 팔달교 ~ 만평네거리 : 팔달로
- 서구 만평네거리 ~ 북구 (침산교지하차도) : 노원로
- 북구 (침산교지하차도) ~ 동구 효목네거리 : 동북로
- 동구 효목네거리 ~ 반야월삼거리 : 화랑로
- 동구 반야월삼거리 ~ 숙천동 : 안심로

경상북도
- 경산시 하양읍 청천리 ~ 경주시 선도동 서천교 서단 : 대경로
- 경주시 선도동 서천교 서단 ~ 황오동 팔우정삼거리 : 태종로
- 경주시 황오동 팔우정삼거리 ~ 월성동 선덕네거리 : 원화로
- 경주시 월성동 선덕네거리 ~ 월성동 : 양정로
- 경주시 월성동 ~ 분황사 : 분황로
- 경주시 월성동 분황사 ~ 구황교네거리 : 알천남로
- 경주시 월성동 구황교네거리 ~ 보덕동 보불로삼거리 : 경감로
- 경주시 보덕동 보불로삼거리 ~ 불국동 (탑마을앞) : 보불로
- 경주시 불국동 (탑마을앞) ~ (코오롱가든골프장) : 불국로
- 경주시 불국동 (코오롱가든골프장) ~ (대동주유소) : 진현로
- 경주시 불국동 (대동주유소) ~ 진현동 : 영불로
- 경주시 불국동 진현동 ~ 감포읍 감포 교차로 : 토함산로
- 경주시 감포읍 감포 교차로 ~ 감포도서관 : 동해안로
- 경주시 감포읍 감포도서관 ~ 감포항 : 감포로